# Lämmeralpeneck
Das Lämmeralpeneck ist ein 1224 m ü. NHN hoher Gratabsatz südlich unterhalb des Stolzenberges bei der Valepp.
An dessen Westhängen befindet sich die Lämmeralm, von der der selten besuchte Gipfel nur weglos erreichbar ist.